# Carlos Da Cruz
Carlos Da Cruz est un coureur cycliste français né le 20 décembre 1974 à Saint-Denis. 

## Biographie
Sélectionné pour participer au Tour d'Italie 2007, il se blesse au pied durant la présentation des équipes et ne peut prendre le départ. Après plusieurs semaines d'absence, il dispute son dernier grand tour à l'occasion du Tour d'Espagne, et prend sa retraite sportive à la fin de l'année 2007, à l'issue de Paris-Tours.

## Palmarès

### Palmarès amateur
- 1995
  - Paris-Ézy
  - 3e étape du Loire-Atlantique espoirs
  - 2e du championnat de France sur route espoirs
- 1996
  - Souvenir Joseph-Alech
  - 3e des Boucles de l'Essonne

### Palmarès professionnel
- 1998
  - 2e du Duo normand (avec Guillaume Auger)
  - 3e du Grand Prix de la ville de Rennes
- 2000
  - 1re étape de la Semaine cycliste lombarde
- 2003
  - Circuit de la Sarthe :
    - Classement général
    - 1re étape

  - 2e du Tour de Vendée
- 2004
  - 3e du Duo normand (avec Sandy Casar)

## Résultats sur les grands tours

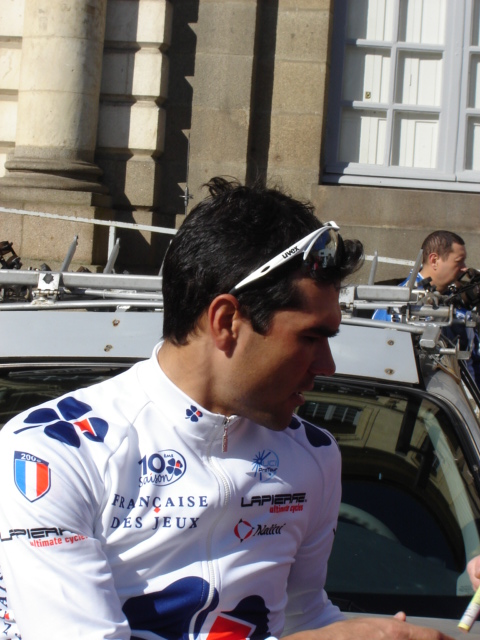
Da Cruz en 2006.

### Tour de France
5 participations
- 1999 : 126e
- 2003 : 93e
- 2004 : 85e
- 2005 : 76e
- 2006 : 77e

### Tour d'Espagne
1 participation
- 2007 : 90e

### Tour d'Italie
3 participations
- 2003 : 61e
- 2005 : 72e
- 2006 : 101e

## Palmarès sur piste

### Championnats du monde
- Perth 1997
  -  Médaillé de bronze de la poursuite par équipes (avec Franck Perque, Philippe Ermenault et Jérôme Neuville)

### Championnats de France
- 1995
  -  Champion de France de poursuite par équipes amateurs
- 1998
  -  Champion de France de l'américaine (avec Jean-Michel Monin)

### Six Jours
- Six Jours de Nouméa : 1996 (avec Michel Dubreuil)